# Jacob Balde
Jakob Balde ou Juan Jacobo Balde ou Jacques Baldé, Ensisheim, Alsácia, 3 de janeiro de 1604 — Neuburg an der Donau, 9 de agosto de 1688) foi um sacerdote católico, da ordem dos jesuítas e poeta alemão do período barroco.
Pelo seu estilo barroco Sigmund von Birken apelidou-o de o Horácio alemão.
Estudou na escola dos jesuítas de Ensisheim e mais tarde filosofia e direito em Ingolstadt, Baviera por ocasião da Guerra dos trinta anos. Foi professor de retórica nas universidades de Munique e Innsbruck e de 1638 a 1640 foi prosélito da corte bávara de Maximiliano I, duque e eleitor da Baviera em Munique, mais tarde decidiu emigrar, primeiro para Landshut, depois para Amberg e em 1654 para Neuburg an der Donau.

## Obra
- De vanitate mundi (1636)
- Batrachomyomachia (1637)
- Agathyrsus (1638)
- Epithalamion (1635)
- Le prix de l'honneur (1638)
- Lyrica-epodi (1643)
- Sylvae (1643)
- Agathyrsus teutsch (1647)
- Medicinae gloria (1651)
- Jephtias (1654)
- Satyra contra abusum tabaci (1657)
- Torvitatis encomium, mit dissertatio de studio poetico (1658)
- Solatium podagricorum (1661)
- Urania victrix (1663)